# المرجع في الفيزيولوجيا الطبية
المرجع في الفيزيولوجيا الطبية غايتون وهول. اسم كتاب طبي جامعي. وهو ترجمة للمرجع الإنجليزي المشهور:
TEXTBOOK of Medical Physiology (ninth edition)-Guyton and Hall. 1996.
قام بترجمته الأستاذ الدكتور صادق الهلالي وأنجز التحرير د. محمد دبس. وصدرت الترجمة عن دار النشر أكاديميا - 1997. ويمثل الكتاب هذا مرجعا تعليميا جامعيا يغطي أسس علم وظائف الأعضاء (الفيزيولوجيا) وتطبيقاتها. ويتضمّن مراجعة المواد الجديدة عن فيزيولوجيا الخلايا والفيزيولوجيا الجزيئية والفيزيولوجيا العصبية، ويشدد على أهمية الجهاز القلبي الوعائي وأجهزة موائع الجسم.وفيه معالجة للمناعة والأرجية، والدورة الدموية، وتنظيم التنفّس، وأوليات التغذية، وموازين الحمية، واستقلاب الفيتامينات والمعادن.

## طبعات متجددة للكتاب
- صدرت الطبعة الإنجليزية العاشرة سنة 1999-2000 وسرعان ما ترجمت إلى الفرنسية ولغات أخرى.
- صدرت الطبعة الحادية عشر سنة 2006.
- صدرت الطبعة الثانية عشر سنة 2010.[1]
- صدرت الطبعة الثالثة عشر سنوة 2015.[2]

لكن الترجمة العربية لا تواكب مسيرة التجديد والتطور السريع الذي يعتري مادة الكتاب هذا الذي نحن بصدد عرضه في طبعاته مع ذكر بعض إصداراته بلغات متعددة على سبيل المقارنة إذ أن الإصدار الأخير الذي تُرجم عن هذا المرجع إلى العربية هو الإصدار التاسع.

## مقارنة زمنية لتاريخ صدور الترجمات الفرنسية والعربية

لاحظ أن الترجمة العربية كانت متقدمة على الترجمة الفرنسية حين صدورها.

لاحظ أن الترجمة العربية كانت متقدمة على الترجمة الفرنسية حين صدورها. ذلك أن الترجمة الفرنسية الأولى اعتنت بالإصدار الإنجليزي الثامن في السنة 1996. بينما صدرت في نفس السنة الطبعة الإنجليزية التاسعة فترجمت إلى العربية وصدرت في السنة الموالية 1997. وبقيت متؤخرة عن الطبعة العربية طيلة السنوات من 1997 إلى غاية 2003. فتداركت الترجمة الفرنسية تأخرها عن الترجمة العربية بل سبقتها إذ حالفها الحظ بترجمة الطبعة العاشرة الإنجليزية التي صدرت في 2000. وتلتها الطبعة الحادية عشر الإنجليزية سنة 2006.
- 1956 - صدور الطبعة الأولى الإنجليزية.
- 1996 - الترجمة الفرنسية الأولى: للطبعة الإنجليزية 8.
- 1996 - صدور الطبعة الإنجليزية 9.
- 1997 - الترجمة العربية الأولى: للطبعة الإنجليزية 9.
- 2000 - صدور الطبعة الإنجليزية 10.
- 2003 - الترجمة الفرنسية الثانية: للطبعة الإنجليزية 10.
- 2006 - صدور الطبعة الإنجليزية 11: لم تترجم بعد إلى العربية.
- 2010 - صدور الطبعة الإنجليزية 12: لم تترجم إلى العربية.
- 2015 - صدور الطبعة الإنكليزية 13: لم تترجم إلى العربية.

## وصلات داخلية ذات صلة
- أحسن (شبكة تعريب العلوم الصحية)

## وصلات خارجية
- الكتاب بالإنجليزية: TEXTBOOK OF MEDICAL PHYSIOLOGY معلومات عن طبعاته المتجددة:

http://www.lmet.fr/fiche.cgi?9780721686776
- الطبعة الإنجليزية العاشرة: http://www.amazon.com/gp/reader/072168677X/ref=sib_dp_pt/002-2760951-9578418#reader-link
- الطبعة الإنجليزية الحادية عشر: http://us.elsevierhealth.com/product.jsp?isbn=9780721602400
- الطبعة الإنجليزية الثانية عشر : https://www.amazon.com/Guyton-Hall-Textbook-Medical-Physiology/dp/1416045740
- الطبعة الإنجليزية الثالثة عشر: https://www.amazon.com/Guyton-Hall-Textbook-Medical-Physiology/dp/1455770051